# قطر (هندسه)
در هندسه، قطر یا تَراکُنج (به انگلیسی: Diagonal) پاره‌خطی‌ست که هر دو رأس غیر مجاور یک چندضلعی یا چندوجهی را به هم متصل کند.
در هر متوازی الاضلاع قطر ها بر هم عمودند 

## چند ضلعی

قطرهای یک مکعب. قطر فضایی 'AC (به رنگ آبی) با طول و قطر وجهی AC (به رنگ قرمز) با طول

از آنجا که قطر رأس های غیر مجاور را متصل می‌کند، یک مثلث نمی‌تواند قطر داشته باشد و یک چهارضلعی (مربع یا مستطیل) دو قطر دارد. تمام قطرهای یک چندضلعی کوژ(محدب) درون آن هستند، اما چند قطر یک چندضلعی کاو (مقعر) بیرون از آن قرار می‌گیرد. تعداد قطرهای یک n-ضلعی (n ≥ ۳) کوژ(محدب) یا کاو(مقعر) از این رابطه بدست می‌آید:
{\displaystyle {\frac {n^{2}-3n}{2}}\,}
یا
{\displaystyle {\frac {n(n-3)}{2}}\,}